# Konjsko (Posušje, BiH)
Konjsko je naseljeno mjesto u općini Posušje, Federacija Bosne i Hercegovine, BiH.

## Stanovništvo
Prema popisima stanovništva iz 1991. i 2013. godine Konjsko je bilo bez stanovnika.